# Lúcio Ânio Largo
Lúcio Ânio Largo (em latim: Lucius Annius Largus) foi senador nomeado cônsul sufecto em março de 109 para terminar o nundínio de janeiro a abril no lugar de Aulo Cornélio Palma Frontoniano. Seu colega foi Aulo Cornélio Palma Frontoniano. Natural de Perúsia, teve pelo menos um filho, Lúcio Ânio Largo, que foi cônsul em 147 e prefeito urbano de Roma.